# Перейра (Мірандела)
Перейра (порт. Pereira; МФА: [pɨ.ˈɾɐj.ɾɐ]) — парафія в Португалії, у муніципалітеті Мірандела. Розташована в північно-східній частині країни, на теренах історичної португальської провінції Трансмонтана. Входить до складу округу Браганса. За адміністративним поділом, чинним до 1976 року, терени парафії були складовою провінції Трансмонтана і Верхнє Дору. Належить до Брагансько-Мірандської діоцезії Католицької церкви. Патрон — святий Пелагій. Площа — 7,2509 км². Населення — 190 ос. (2011). Слабо урбанізований регіон. Густота населення — 26,2 осіб/км²
. Код — 040725.

## Населення
| 1940 | 1950 | 1960 | 1970 | 1981 | 1991 | 2001 | 2011 |     |
| 304  | 388  | 258  | 249  | 341  | 269  | 245  | 190  | 155 |